# Walusiowa Jama
Walusiowa Jama – jaskinia w polskich Pieninach. Wejście do niej znajduje się w Pieninkach, w Czerwonych Skałach, w dolinie Pienińskiego Potoku, poniżej przełęczy Burzana, na wysokości około 650 m n.p.m. Długość jaskini wynosi 32 metry, a jej deniwelacja 8 metrów.
Nazwa jaskini pochodzi od znajdującej się powyżej niej polany Walusiówka. Z jaskinią związane są legendy o zbójnikach. Znajduje się na obszarze Pienińskiego Parku Narodowego, poza szlakami turystycznymi i dla turystów jest niedostępna.

## Opis jaskini
Położony ok. 150 m powyżej Pienińskiego Potoku otwór wejściowy o szerokości 10 m i wysokości ok. 8 m jest jednym z największych otworów jaskiniowych w Polsce. Jaskinię stanowi duża sala o rozmiarach 10 × 15 m i wysokości 8 m. Na jej końcu jest próg, powyżej którego znajduje się mała salka, a poniżej dwa krótkie korytarzyki.

## Przyroda
W jaskini można spotkać nacieki grzybkowe i mleko wapienne. Zamieszkują ją nietoperze. Ściany są suche, rosną na nich mchy, porosty i wątrobowce.

## Historia odkryć
Jaskinia była znana od dawna. Jej pierwszy plan i opis sporządził Kazimierz Kowalski przy pomocy Krzysztofa Birkenmajera, Wacława Szymczakowskiego i Jerzego Tomaszewskiego w 1952 roku.